# Посередник (мінісеріал)
«Посередник» (рос. «Посредник») — російський радянський фантастичний мінісеріал. Виробництво: кіностудія ім. М. Горького, ТВК на замовлення Держтелерадіо СРСР. 1990 рік.
Екранізація роману Олександра Мірера «Головний полудень» (перша частина дилогії «Дім блукачів»). 

## Сюжет
На Землю прибуває загадкова чорна куля. Після зустрічі з посередником цієї кулі люди починають якось дивно поводитись. Лише божевільні та діти чомусь не піддаються впливу посередника. Саме декілька підлітків зможуть зупинити розпочате вторгнення чужопланетних викрадачів тіл. 

## У ролях
- Олеся Судзіловська
- Андрій Тарасенко
- Даша Сидоріна
- Денис Членов
- Інара Слуцька
- Валерій Сторожик
- Альгіс Матуленіс
- Євген Редько
- Володимир Кузнецов
- Станіслав Житарев
- Галина Самохіна
- В. Устінов
- О. Пилипенко
- Дмитро Матвеєв
- Н. Сисоєв

## Оцінки
Хоча фільм дещо розчарував прихильників творчості О. Мірера, загалом він був досить прогресивним для радянської кінофантастики тих часів. Він навіть випередив західну екранізацію на аналогічну тему – «Лялькарі» (1994) за книгою Роберта Гайнлайна.

## Локації
Львівська область